# Müllrose
Müllrose település Németországban, azon belül Brandenburgban. Lakosainak száma 4734 fő (2023. december 31.).

## Népesség
A település népességének változása:
| Lakosok száma | 4461 | 4587 | 4630 | 4660 | 4705 | 4734 |
|               | 2015 | 2017 | 2019 | 2021 | 2022 | 2023 |